# Krugovaya Kinopanorama
El Krugovaya Kinopanorama (en ruso: Круговая кинопанорама) es un cine en Moscú, Rusia, que proyecta Krugorama, un tipo de presentación de cine en el que la película se proyecta en una pantalla circular con una visión horizontal de 360°. Esta modalidad fue iniciada en 1896 por el ingeniero francés Raoul Grimoin-Sanson, quien unió diez proyectores de forma simultánea en una pantalla circular, un proceso que el llamó Cinéorama. Cinerama, con un nombre muy similar, tiene un significado diferente, y denota tres proyectores en una pantalla arqueada, como lo hace el Kinopanorama.